# Kanota
Kanota fou un estat tributari protegit, una thikana feudatària de Jaipur, governada pel clan Champawat dels rathors rajputs. Fou fundada el 1862 pel fill de thakur de Peelwa.

## Llista de thakurs
- Zorawar Singh 1862-1908
- Narain Singh 1908-1924
- Shivnath Singh 1942-1953 (†1977)